# Телопея
Телопея (лат. Telopea) — род растений семейства Протейные.
Распространен в юго-восточной части Австралии (Новый Южный Уэльс и Виктория) и Тасмании.

## Описание
Листья — плотные, кожистые.
Цветки собраны в крупные соцветия 6—15 см в диаметре, естественная окраска цветков — красная.

## Виды
Род состоит из 5 видов крупных кустарников или небольших деревьев:
- Telopea aspera Crisp & P.H.Weston
- Telopea speciosissima (Sm.) R.Br. — Телопея прекрасная
- Telopea mongaensis Cheel
- Telopea oreades F.Muell.
- Telopea truncata (Labill.) R.Br.

## Применения

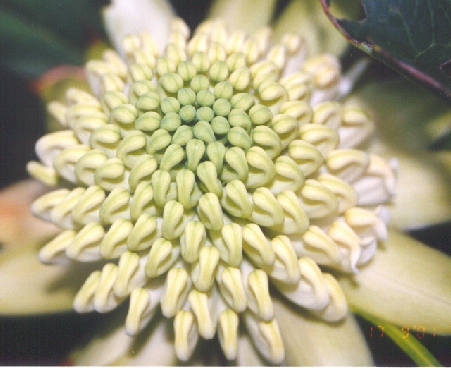
Telopea speciosissima, белая форма

Является популярным декоративным растением в садах Австралии. Было выведено несколько новых гибридов и сортов с цветками белого и розового цвета (в отличие от естественной окраски в красный цвет).

## Культурное значение
Telopea speciosissima — цветочная эмблема штата Новый Южный Уэльс, а также нескольких организаций.